# Rebecca Pan
Rebecca Pan Di-Hua (chino tradicional: 潘迪華, chino simplificado: 潘迪华, pinyin: Pān Díhuá, cantonés(Wade-Giles): Poon Tik-wah, [El nombre real : chino 潘宛卿, Gwoyeu Romatzyh: Pan Wan Ching], Shanghái, 29 de diciembre de 1931) es una actriz y cantante china.

## Carrera
Rebecca nació en Shanghái. Se trasladó a Hong Kong en 1949. Su carrera como cantante comenzó a partir de 1957. Una de sus canciones que grabó fue cuando ella tenía unos 18 años de edad, se desempeñó brevemente en la película In the Mood for Love, que protagoniza por segunda vez en Wong Kar-Wai, que ya había sido elegida para el film de Days of Being Wild, tanto para película fue nominada a dos Premios del Cine de Hong Kong en 2001 y en 1991 como la Mejor Actriz de Reparto.

## Discografía
- Oriental Pearls, Diamond Records LP1006.

Registrato con la Diamond Studio Orchestra, conditta da Vic Christobal.

## Filmografía
- The Greatest Lover (1988) - Madre di Fiona
- Days of Being Wild (1991) - Rebecca
- Flowers of Shanghai (1998) - Huang
- Fa yeung nin wa (2000) - Signora Suen
- Chinese Odyssey 2002 (2002) - Regina madre